# Raddon-et-Chapendu
Raddon-et-Chapendu település Franciaországban, Haute-Saône megyében. Lakosainak száma 852 fő (2022. január 1.). Raddon-et-Chapendu Amage, Breuchotte, Froideconche, Saint-Bresson és Fougerolles-Saint-Valbert községekkel határos.

## Népesség
A település népességének változása:
| Lakosok száma | 954  | 896  | 890  | 861  | 846  | 829  | 837  | 844  | 852  |
|               | 2013 | 2015 | 2016 | 2017 | 2018 | 2019 | 2020 | 2021 | 2022 |